# Mixozercon
Mixozercon es un género de ácaros perteneciente a la familia Zerconidae.

## Especies
Mixozercon Halasková, 1963
- Mixozercon heterosetosus Balan, 1995
- Mixozercon sellnicki (Schweizer, 1948)